# Чебишевљево растојање
|   | a             | b             | c             | d             | e             | f             | g             | h             |   |
| 8 | g6 black king | g6 black king | g6 black king | g6 black king | g6 black king | g6 black king | g6 black king | g6 black king | 8 |
| 7 | g6 black king | g6 black king | g6 black king | g6 black king | g6 black king | g6 black king | g6 black king | g6 black king | 7 |
| 6 | g6 black king | g6 black king | g6 black king | g6 black king | g6 black king | g6 black king | g6 black king | g6 black king | 6 |
| 5 | g6 black king | g6 black king | g6 black king | g6 black king | g6 black king | g6 black king | g6 black king | g6 black king | 5 |
| 4 | g6 black king | g6 black king | g6 black king | g6 black king | g6 black king | g6 black king | g6 black king | g6 black king | 4 |
| 3 | g6 black king | g6 black king | g6 black king | g6 black king | g6 black king | g6 black king | g6 black king | g6 black king | 3 |
| 2 | g6 black king | g6 black king | g6 black king | g6 black king | g6 black king | g6 black king | g6 black king | g6 black king | 2 |
| 1 | g6 black king | g6 black king | g6 black king | g6 black king | g6 black king | g6 black king | g6 black king | g6 black king | 1 |
|   | a             | b             | c             | d             | e             | f             | g             | h             |   |

У математици, Чебишевљево растојање, максимална метрика, или L∞ метрика je метрика дефинисана на векторском простору где је дистанца између два вектора највећа разлика између њихових координата. Ова дистанца је названа по руском математичару Панфутију Чебишеву.
Такође позната као шаховска удаљеност, представља минималну удаљеност коју краља у шаху треба да пређе да би дошао са једног поља до другог, и она је представљена разликом координата центара поља.

## Дефиниција
Чебишељо растојање између два вектора или тачке p и q, са становишта координата {\displaystyle p_{i}} и {\displaystyle q_{i}}, је
{\displaystyle D_{\rm {Chebyshev}}(p,q):=\max _{i}(|p_{i}-q_{i}|).\ }
Ово је једнако лимесу у Lp просторима:
{\displaystyle \lim _{k\to \infty }{\bigg (}\sum _{i=1}^{n}\left|p_{i}-q_{i}\right|^{k}{\bigg )}^{1/k},}
отуда познатије као L∞ метрика.
Математички, Чебишевљо растојање је метрика уведено као униформна норма. Оно је пример ињективне метрике.
У дводимензионалном простору, ако тачке p и q имају по Декартовом координатном систему, координате
{\displaystyle (x_{1},y_{1})} и {\displaystyle (x_{2},y_{2})}, њихово Чебишљево растојање износи
{\displaystyle D_{\rm {Chess}}=\max \left(\left|x_{2}-x_{1}\right|,\left|y_{2}-y_{1}\right|\right).}
Оваквим мерењем, сфера полупречника r, које представља низ тачака на растојању r из централне тачке, је квадрат чије су странице дужине 2r и паралелне су са координатним осама.
На шаховској табли, када се користи дискретно Чебишевљево растојање, уместо непрекидног, круг радијуса r је квадрат чије су станице 2r, та кугла садржи 2r+1 квадрата, тако да нпр. кугла радијуса 1 би у себи садржао 3×3 шаховских поља.

## Особине
У једној димензији, сви Lp резултати су исти – јер су добијени као апсолутна разлика између две координате.
Дводимензиона Менхетн дистанца такође има сфере у облику квадрата, чије странице су ширине √2r, под углом π/4 (45°) наспрам координатног почетка, из тога се може закључити да се Чебишевљево растојање може представити као ротрирано и скалирано Менхетн растојање.
Чебишељево растојанње се понекад користи у складиштима јер ефективно приказује време потребно да кран помери објекат (пошто се кран помера по x и y осама у исто време и истом брзином).
На мрежи (као што је шаховска табла), тачке које су на удаљености 1 од друге тачке по Чебишевљевом растојању су Мурови суседи исте тачке.